# Анкірин
Анкірини — родина адаптерних білків, що формують комплекс з інтегральними мембранними білками та білками цитоскелету (безпосередньо зв'язуються зі спектрином, котрий у свою чергу з білком актином).

## Гени
Родина включає AnkR, B, G що кодуються відповідно генами ANK1, ANK2, ANK3. ANK1,2,3 експресуються у серцевій тканині, мозку. скелетній мускулатурі. Окрім цього, ANK1 також експресується у еритроцитах, а ANK1,2 також у легенях та нирках

## Функція
Належачи до адапторних білків, анкірини задіяні у формуванні правильної архітектури білків, тобто виконують структурну функцію (зв'язують різноманітні клітинні білки) сигнальну (зв'язуючи відповідні білки сигнальних систем), електрогенетичну (правильна орієнтація іонних каналів, що залучені у продукуванні локальних клітинних струмів). Відповідно порушення функціонування анкіринів (наприклад внаслідок мутацій в генах, що кодують анкірини (ANK1, ANK2, ANK3) ассоційовано з розвитком широкого спектра хвороб (наприклад для ANK3 — шизофренія та біполярний розлад), для ANK1-гемолітична анемія).